# Alb-Donau-Kreis
Alb-Donau-Kreis är ett distrikt (Landkreis) i östra delen av det tyska förbundslandet Baden-Württemberg med 197 076 invånare (2019). Floden Donau flyter genom distriktets södra delar. 

## Städer och kommuner
| Städer | Övriga kommuner | |
| --- | --- | --- |
| 1. Blaubeuren 2. Blaustein 3. Dietenheim 4. Ehingen (Donau) 5. Erbach (Donau) 6. Laichingen 7. Langenau 8. Munderkingen 9. Schelklingen | 1. Allmendingen 2. Altheim, Ehingen 3. Altheim, Alb 4. Amstetten 5. Asselfingen 6. Ballendorf 7. Balzheim 8. Beimerstetten 9. Berghülen 10. Bernstadt 11. Börslingen 12. Breitingen 13. Dornstadt 14. Emeringen 15. Emerkingen 16. Griesingen 17. Grundsheim 18. Hausen am Bussen 19. Heroldstatt 20. Holzkirch 21. Hüttisheim 22. Illerkirchberg 23. Illerrieden 24. Lauterach 25. Lonsee | 1. Merklingen 2. Neenstetten 3. Nellingen 4. Nerenstetten 5. Oberdischingen 6. Obermarchtal 7. Oberstadion 8. Öllingen 9. Öpfingen 10. Rammingen 11. Rechtenstein 12. Rottenacker 13. Schnürpflingen 14. Setzingen 15. Staig 16. Untermarchtal 17. Unterstadion 18. Unterwachingen 19. Weidenstetten 20. Westerheim 21. Westerstetten |